# Coma Pedrosa
Coma Pedrosa je najviša planina u Andori, s nadmorskom visinom od 2943 m.

## Zemljopis
Planina se nalazi u nacionalnom parku Parc Natural Comunal de les Valls del Comapedrosa, u blizini sjeverozapadne granice s Francuskom i Španjolskom, a sam vrh je oko 400 metara od francuske granice. Pripada gorju Pirineja. Ima oblik piramide.
U prošlosti je imala ulogu barijere između Andore i Francuske. 

## Turizam
Njena nedavna izloženost turizmu privukla je milijune ljudi da uživaju u jedinstvenoj ljepoti njenih brda i dolina.
Popularna je među planinarima zato što je uspon na nju jednostavan, ali naporan. Od Arsinala do Campa de Refuge se uspon smatra umjereno teškim dok se zadnjih 862 m smatra teškim.

## Vanjske poveznice
|  | Zajednički poslužitelj ima još gradiva o temi Coma Pedrosa |